# Fitzpatrick (Alabama)
Fitzpatrick è un census-designated place (CDP) e Unincorporated community degli Stati Uniti d'America situata nello stato dell'Alabama, nella contea di Bullock.